# Valle, Møre og Romsdal
Valle är en tätort i Ålesunds kommun i Møre og Romsdal fylke i västra Norge. Orten ligger vid Europaväg 39 och Europaväg 136, söder om tätorten Skodje.
Orten tillhörde tidigare dåvarande Skodje kommun.